# A Little More Personal (Raw)
A Little More Personal (Raw) (рус. Более личное (Ранимое)) — второй студийный альбом американской киноактрисы и певицы Линдси Лохан, выпущенный в США лейблом Casablanca Records 6 декабря 2005 года. Альбом достиг пика на 20 строке в американском Billboard 200, разойдясь тиражом в 82,000 копий на первой неделе. Лохан была соавтором 7 треков из 12 на альбоме, и первый сингл с него о её личных неурядицах с отцом. Диск получил статус золотого по данным RIAA за продажу 500,000 копий Альбом не был так успешен, как её дебютный альбом Speak.

## Об альбоме
Лохан начала писать песни для альбома в июне 2005. Она сказала репортерам, что альбом будет более личным, чем предыдущий. Лохан была соавтором 7 треков из 12 на альбоме с Карой ДиоГарди и Грегом Уэллсом. Она также сотрудничала с Бутчем Уолкерем, Андреасом Карллсоном и Беном Муди на некоторых треках. Производство альбома закончилось в конце августа.

## Стиль и основная мысль
У альбома более тайный смысл, чем у предыдущего. Первый сингл «Confessions of a Broken Heart (Daughter to Father)», имеет отношение к её отцу. Песня, несмотря на то, что отображает её злость на него, показывает, что она все равно хочет поддерживать с ним отношения. «Я надеюсь, он поймет, что я пою в песне: „Я люблю тебя“, так много раз я нуждалась в нём и сумасшедших вещах в моей жизни. Я надеюсь, он поймет позитивную сторону клипа больше, чем негативную», — говорит Лохан. Полная мучений композиция «My Innocence» повествует о том, как отец актрисы и певицы украл у неё детство, заставив повзрослеть раньше времени, и о том, что ей быстро пришлось стать независимой, потому что отца никогда не было рядом.
«I Want You to Want Me» и «Edge of Seventeen» — кавер-версии Cheap Trick и Стиви Никс. «Fastlane» — о её проблемах со звездной славой. «If It’s Alright» — об ошибочных отношениях. «If You Were Me» акцентирует внимание на молодых людях, променявших её на других девушек. В песне «A Little More Personal» Лохан поёт о тех, кого она потеряла, и тех, кто так и не дал ей чёткого ответа. А в композиции «Black Hole» Линдсей перечитывает старые любовные письма, собранные из разорванных кусочков бумаги. «A Beautiful Life (La Bella Vita)», трек посвящён её покойному дедушке по материнской линии, он о том, как она любит свою жизнь, несмотря на все проблемы, присутствующие в ней.

## Альбомные иллюстрации
Обложка альбома включает в себя красную надпись на спине Лохан, обозначающую китайский иероглиф 生 (shēng, шэн), который означает «ранимость»; есть несколько других значений, зависящих от контекста, включая «жизнь» и «произвести на свет».

## Песни
Песня «Black Hole» была отдана Келли Кларксон для её третьего альбома My December (2007), но она отказалась включать её в итоговый список композиций. Поп-рок-группа I Nine взяла эту песню для своего дебютного альбома Heavy Weighs the King (2008). Их версия появилась в эпизоде сериалаThe Hills, «Back to LA».
Трек «A Beautiful Life» с этого альбома использовался как саундтрек к сериалу The Hills.

## Отзывы критиков
All music сказал, что «хотя это делает альбом в основном более интересным и согласованным, чем броский Speak, но это не факт, что A Little More Personal (Raw) также успешен». Но заметил, что «несмотря на то, что A Little More Personal (Raw) далек от полнейшего успеха, это интригующее смешение любви и отношений. И он наводит на одну мысль, которую „Speak“ не сделал: Линдси Лохан, возможно, имеет художественное видение, как певица, которая несомненно сделала огромный шаг вперед». Entertainment Weekly сказал, «Лохановский (по общему признанию, мастерски красивый) бренд попсовой мрачности воспринимается более настоящим, чем Эшли Симпсон….Возможно, ранимость Personal предумышленна, и неверно было его называть ранимым, а, может быть, она реально откровенничает. Мы, наверное, никогда не узнаем. Линдси, возможно, больше не находится на рубеже 17 лет, но ей 19, обеспокоенная, до абсурда известная, которую можно ранить очень глубоко, таким образом она сообщает нам о том, что кровоточит — всего лишь чуть-чуть». Popmatters сказал, что «Главным образом „A Little More Personal“ колеблется между занудными балладами, плохими кавер-версиями и с очень похожими гитарными басами песни Келли Кларксон „Since U Been Gone“… С A Little More Personal Линдси Лохан напоминает нам, что, несмотря на такое очарование, у по́па остаётся всё ещё потенциал, чтобы взбираться на верхушки чартов, при этом объединяя мягкость, банальность и пресность». Rolling Stone не был впечатлен, заявляя: "Альбом преуменьшает (очень) сокровенные популярные желания её дебютного альбома 2004 года в сторону тяжёлых стенаний Я-люблю-тебя-папуля. Slant magazine заявил, что «RAW значительно больше содержит в себе, чем его предшественник, и его не плохо послушать в любом смысле, но для всего так называемого гнетущего предмета обсуждения, на тех костях не так много мяса».

## Появления в чарте и синглы

Второй сингл Лохан «I Live for the Day»

Альбом вошёл в Billboard 200 #20, это его наивысшая позиция, он оставался в чарте 6 недель. «Confessions of a Broken Heart (Daughter to Father)» был выпущен как первый сингл с альбома 30 сентября 2005 года. Это была первая песня Лохан, которая была в чарте Billboard Hot 100, где она достигла пика на 57 строке. Клип на песню получил высокую ротацию на MTV в Total Request Live, где он достиг пика на 9 строке.
Изначально Лохан хотела сделать «Who Loves You» вторым синглом с альбома. Вместо этого, «I Live for the Day» был выпущен 13 января 2006 вторым синглом только в Австралии, но он получил радио ротацию в США, как промосингл.
«Fastlane» стала музыкальной заставкой к фильму Лохан Поцелуй на удачу. Песня появилась в трейлере к фильму, но не была использована в фильме. Она не была выпущена как третий сингл и все оставшиеся синглы с альбома были позднее отменены.

## Список композиций
| №                   | Название                                             | Авторы песни                                             | Длительность |
| ------------------- | ---------------------------------------------------- | -------------------------------------------------------- | ------------ |
| 1.                  | «Confessions of a Broken Heart (Daughter to Father)» | Линдси Лохан, Кара ДиоГарди, Грег Уэллс                  | 3:41         |
| 2.                  | «Black Hole»                                         | ДиоГарди, Луис Гоффин, Уэллс                             | 4:02         |
| 3.                  | «I Live for the Day»                                 | Десмонд Чайлд, Андреас Карллсон, Итан Менцер, Бен Романс | 3:10         |
| 4.                  | «I Want You to Want Me»                              | Ричард Нильсон                                           | 3:09         |
| 5.                  | «My Innocence»                                       | Лохан, ДиоГарди, Уэллс                                   | 4:19         |
| 6.                  | «A Little More Personal»                             | ДиоГарди, Бутч Уолкер, Лохан                             | 2:59         |
| 7.                  | «If It's Alright»                                    | ДиоГарди, Уолкер, Лохан                                  | 4:07         |
| 8.                  | «If You Were Me»                                     | ДиоГарди, Уэллс, Лохан                                   | 2:55         |
| 9.                  | «Fastlane»                                           | Бен Муди, Митч Аллан, ДиоГарди                           | 3:23         |
| 10.                 | «Edge of Seventeen»                                  | Стиви Никс                                               | 4:22         |
| 11.                 | «Who Loves You»                                      | ДиоГарди, Уэллс                                          | 3:50         |
| 12.                 | «A Beautiful Life (La Bella Vita)»                   | Мишель Льюис, Карлтон Петтус, ДиоГарди, Лохан            | 3:28         |
| Общая длительность: | Общая длительность:                                  | Общая длительность:                                      | 41:23        |

### Бонус-треки
| №   | Название                                                             | Длительность |
| --- | -------------------------------------------------------------------- | ------------ |
| 13. | «Confessions of a Broken Heart (Daughter to Father)» (Dave Aude Mix) |              |

### Тайваньский выпуск
У тайваньского выпуска есть коробка с открыткой. В нём также есть календарь за 2006 год и постер с обложкой.

## Тур
В декабре Лохан подтвердила, что она собирается в тур по Тайваню, однако он был отменен.

## Чарты
| Чарты (2005/2006)            | Наивысшая позиция |
| ---------------------------- | ----------------- |
| U.S. Billboard 200           | 20                |
| Australian ARIA Albums Chart | 88                |

## Участники записи
- Линдси Лохан: главный артист
- Луис Гоффин: пианино
- Бутч Уолкер: басы, гитара, клавишные
- Кара ДиоГарди: бэк-вокал
- Майкл Херринг: гитара
- Эшли Эррисон: бэк-вокал
- A. Брайен: басы
- Дэррен Додд: барабаны
- Марк Колберт: барабаны
- Мэрти O’Брайен: басы
- Тим Майерс: басы[14]

### Технический состав
- Эл Смит: спонсор
- Дэвид Кэмбелл: струнные
- Даниэль Чейз: программирование
- Майкл Латтонци: вокальный инженер
- Бутч Уолкер: аранжировщик, продюсер
- Грег Уэллс: аранжировщик, продюсер
- Кара ДиоГарди: аранжировщица, продюсер, исполнительный продюсер
- Стив МакМиллан: инженер, вокальный инженер
- Сэнди Браммелся: художественный директор
- Стефан Финфер:: производственная связь
- Джо Зук: инженер
- Джеб Брайен: спонсор
- Владо Меллер: мастеринг
- Дэн Серта: инженер
- Крис Штеффен: инженер
- Линдси Лохан: исполнительный продюсер
- Бен Муди: аранжировщик, программист, продюсер
- Дина Лохан: менеджмент
- Кристиан Фредерик Старш. Мартин: спонсор
- Джоан Орити: спонсор
- Клэр Оде: инженер[14]